# Рута душистая
Ру́та души́стая, или Рута паху́чая (лат. Rúta graveólens) — полукустарник, растёт в диком состоянии в южной Европе и Крыму по каменистым, освещённым солнцем местам.

## Ботаническое описание

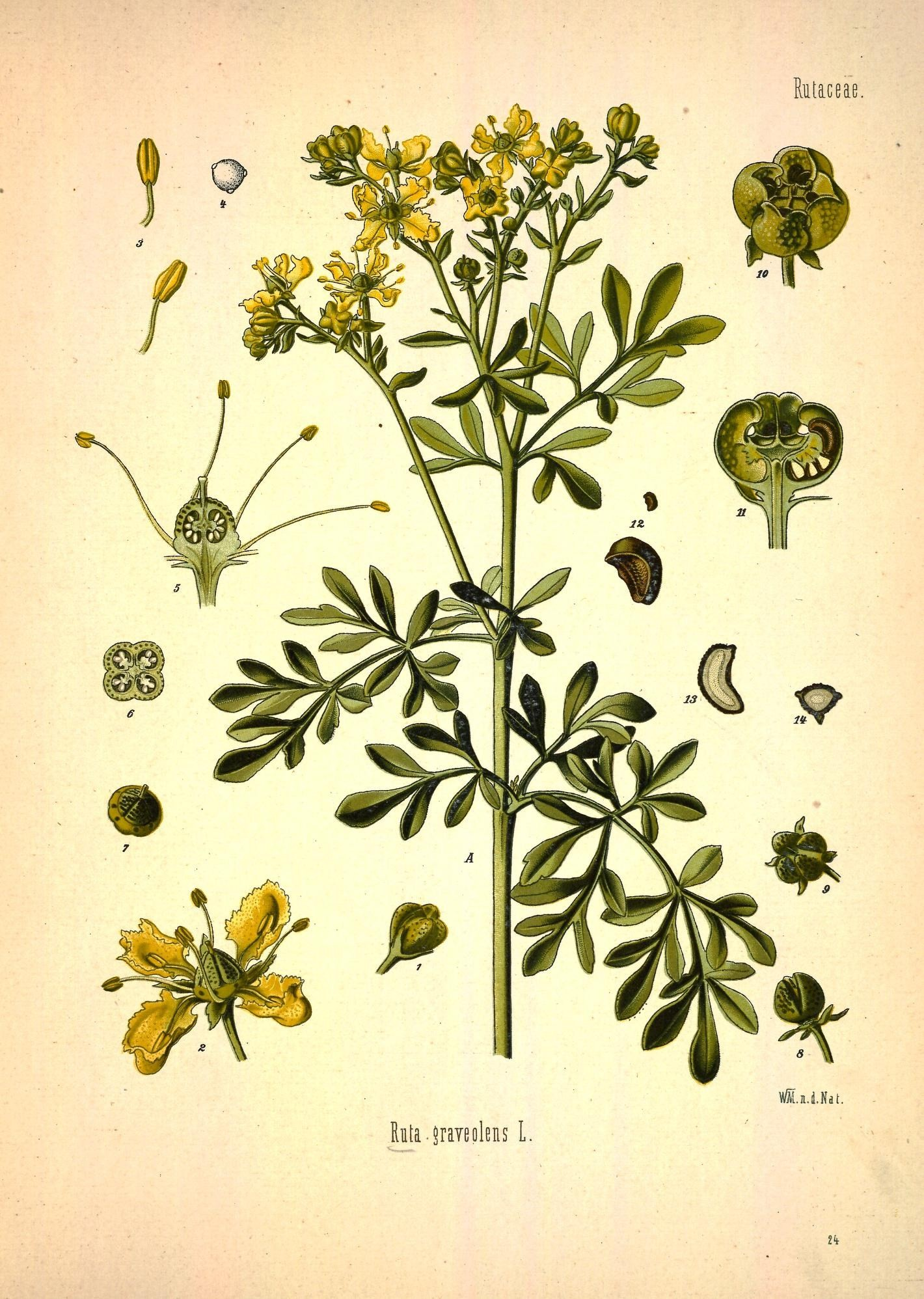
Рута душистая.

Рута душистая — полукустарник, обладает сильным ароматом, достигает в высоту 50—100 см.
Стебель прямостоячий, разветвлённый, деревянистый у основания.
Листья — очерёдные, удлинённо-яйцевидные, дважды или трижды перисто-рассечённые, короткочерешковые (верхние — сидячие), мясистые, голубовато-зелёные.
Цветки — мелкие, на коротких цветоножках, зеленовато-жёлтого цвета, пятилепестковые, с десятью тычинками, собраны в щитковидную метёлку. Цветёт в июне — августе.
Формула цветка: {\displaystyle \ast K_{5}\;C_{5}\;A_{5+5}\;G_{({\underline {4-5}})}}
Плод — шаровидная четырёхгнёздная коробочка. Семена бурые, мелкие, длиной 1—1,5 мм.

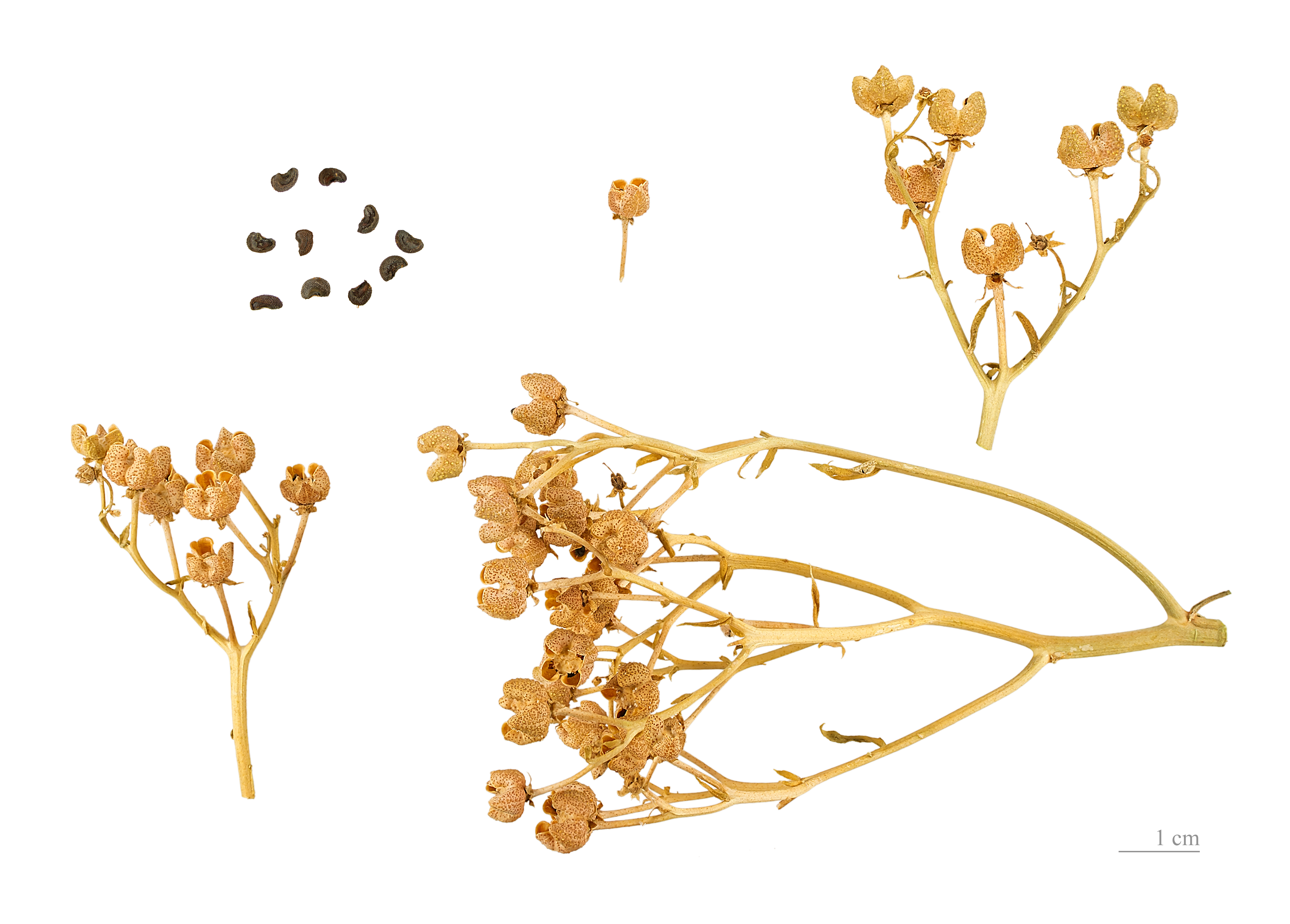
Плоды и семена

## Химический состав
В траве руты содержится эфирное масло (0,25—1,2 %; по другим данным, 0,1—0,15 %), витамин C (156,6 мг%), дубильные вещества, фуранокумарины, алкалоиды и флавоноидный гликозид рутин.
В плодах обнаружены следы скиммиамина (0,018 %) и кокусагинина.
В корнях содержится кумарин, фурокумарины, алкалоиды, эфирное масло.

## Значение и применение
Разводится рута ради молодых листьев, которые идут как приправа к кушаньям, для посыпки бутербродов и в уксус (вкус, напоминающий чеснок или лук), а равным образом в качестве лекарства, для чего растение срезают перед самым цветением и затем сушат. В Средней полосе России рута вымерзает и разводится лишь как однолетнее растение. Высевается рута рано весной на семенную гряду, откуда пересаживается на постоянную гряду. Размножают руту делением кустов весной или черенками, разрезая и укореняя их в парниках, чтобы летом высадить на гряды.
Растение ядовито. В конце лета сок растения оставляет на коже следы пигментации и сильнейшие ожоги при воздействии солнечного света. Самолечение противопоказано.
Руководства по ароматерапии рекомендуют употреблять рутовое масло при болях головы и ушей, вывихах и ревматизме.
Руту душистую применяют в народной медицине при неврозах, как общеукрепляющее, антисептическое, противосудорожное.
В медицине применяется в качестве спазмолитика. Используется для лечения бессонницы, головной боли, неврозов и пр.
В индийской традиционной медицине используется как стимулирующее, антисептическое и абортивное средство.
Используется в гомеопатии в качестве 10%-й мази, применяемой сторонниками альтернативной медицины при вывихах и растяжениях, а также в разведениях D1-D8 как средство от травм и ушибов и при перенапряжении глаз.